# Xã Canoe, Quận Winneshiek, Iowa
Xã Canoe (tiếng Anh: Canoe Township) là một xã thuộc quận Winneshiek, tiểu bang Iowa, Hoa Kỳ. Năm 2010, dân số của xã này là 536 người.